# سایروس ادوین دالین
سایروس ادوین دالین (انگلیسی: Cyrus Edwin Dallin; ۲۲ نوامبر ۱۸۶۱ – ۱۴ نوامبر ۱۹۴۴) مجسمه‌ساز، و کماندار اهل ایالات متحده آمریکا بود.